# Pterocryptis
Pterocryptis is een geslacht van straalvinnige vissen uit de familie van de echte meervallen (Siluridae).

## Soorten
- Pterocryptis anomala (Herre, 1934)
- Pterocryptis barakensis Vishwanath & Nebeshwar Sharma, 2006
- Pterocryptis berdmorei (Blyth, 1860)
- Pterocryptis bokorensis (Pellegrin & Chevey, 1937)
- Pterocryptis buccata Ng & Kottelat, 1998
- Pterocryptis burmanensis (Thant, 1966)
- Pterocryptis cochinchinensis (Valenciennes, 1840)
- Pterocryptis crenula Ng & Freyhof, 2001
- Pterocryptis cucphuongensis (Mai, 1978)
- Pterocryptis furnessi (Fowler, 1905)
- Pterocryptis gangelica Peters, 1861
- Pterocryptis indicus (Datta, Barman & Jayaram, 1987)
- Pterocryptis inusitata Ng, 1999
- Pterocryptis taytayensis (Herre, 1924)
- Pterocryptis torrentis (Kobayakawa, 1989)
- Pterocryptis verecunda Ng & Freyhof, 2001
- Pterocryptis wynaadensis (Day, 1873)